# Pleurocryptella fimbriata
Pleurocryptella fimbriata là một loài chân đều trong họ Bopyridae. Loài này được Markham miêu tả khoa học năm 1974.